# Life on a Leaf
Life on a leaf är ett finländskt enfamiljshus på 150 kvadratmeter i Hirvensalo i Åbo, som ritats av Jan-Erik Andersson i samarbetet med Erkki Pitkäranta. Det uppfördes på 2000-talet som bostad för Jan-Erik Andersson. Husets namn kommer av att det har en grundplan, som är format som ett löv.
Formgivningen av huset ingick i Jan-Erik Anderssons doktorsavhandling vid Konstuniversitetet i Helsingfors. I avhandlingens teoretiska del betonar Andersson den vikt som detaljer, utsmyckning och andra konstnärliga inslag har för att göra huset till en slags total arkitektur. En annan viktig tanke är att hitta sätt att föra in den omgivande naturen i huset genom olika kulturella element, till exempel genom den lövformade grundplanen, vilken undviker skarpa vinklar. Innerväggarna i huset är böjda, för att skapa en känsla av att gå på en stig i en naturlig omgivning.
Som inspirationskällor har Jan-Erik Andersson nämnt Kurt Schwitters, Le Corbusier, Antoni Gaudi, Bruce Goff, Konstantin Melnikov, Friedensreich Hundertwasser, arkitektgruppen Archigram, Rem Koolhaas och Elsa Beskow. 
Sedan 2023 har Life on a Leaf fungerat som en konstnärs- och forskarresidens.